# منزل فاضل العراقي
منزل فاضل العراقي (بالفارسية: خانه فاضل عراقی) هو منزل تاريخي يعود إلى عصر القاجاريون، ويقع في طهران.